# Очеретувате (Кам'янська селищна громада)
Очеретува́те — село в Україні, у Кам'янській селищній громаді Пологівського району Запорізької області. Населення становить 21 особа (2019). До 2018 року орган місцевого самоврядування — Вершинська сільська рада.

## Географія
Село Очеретувате розташоване за 1,5 км від правого берега річки Гайчул, на відстані 1 км від села Руденка та за 2 км від села Вершина. Селом тече Балка Лозувата. Поруч проходять автошлях національного значення Н08 та залізнична лінія Комиш-Зоря — Волноваха, блокпост 346 км (за 2,5 км). Найближча залізнична станція Комиш-Зоря (за 14,2 км).

## Історія
Село засноване 1875 року.
7 (20) листопада 1917 року, відповідно до Третього Універсалу Української Центральної Ради, увійшло до складу Української Народної Республіки.
10 серпня 2018 року Вершинська сільська рада, якій підпорядковувалося село, в ході децентралізації об'єднана з Більмацькою селищною громадою.
12 червня 2020 року, відповідно до розпорядження Кабінету Міністрів України № 713-р «Про визначення адміністративних центрів та затвердження територій територіальних громад Запорізької області», увійшло до складу Більмацької селищної громади.
19 липня 2020 року, в результаті адміністративно-територіальної реформи та ліквідації Більмацького району, село увійшло до складу Пологівського району.